# Stiller János
Stiller János Bernát (Gyöngyös, 1868. május 27. – Budapest, 1935. május 19.) Szent Ferenc-rendi szerzetes, áldozópap, állami főgimnáziumi tanár. 

## Életpályája
Szülei Stiller Mihály és Sándor Anna. Stiller Bernát néven lépett be kapisztránus rendtartományba Egerben, 1882. augusztus 8-án. Teológiai tanulmányai Szegeden és Kecskeméten végezte, majd 1890. május 4-én szerzetesi fogadalmat tett. 1891. június 21-én szentelték pappá. 1895-ben szerezte latin-görög szakos tanári oklevelét a Ferenc József Tudományegyetemen, 1895-től 1929-ben történt nyugdíjazásáig Gyöngyösön a ferences, 1898-tól a Koháry István Gimnnázium rendes tanára volt. Gyűjtötte a Gyöngyös környéki régészeti emlékeket, a gyöngyösi szkíta sírlelet Stiller közreműködésével került a Magyar Nemzeti Múzeumba. Álneve: Stiller J. Bernardin.

## Írása
- Áll. főgymn. értes. (Gyöngyös, 1908: A gyöngyösi skytha sírlelet. Pásztor Józseffel)

## Művei
- Külf. tanulmányútam (Németország, Belgium, London, Párizs, Svájc). Gyöngyös, 1905.
- Svájc havasai között. Gyöngyös, 1907.
- Mátrai és gyöngyösi kalauz. Hanák Kolossal, Széky Istvánnal. Gyöngyös, 1909.
- Gyöngyösi kalendárium az 1909-1914. évre. (Szerk.) Gyöngyös, 1908-13.
- Gyöngyösi áll. főgimn. 1914/15. évi értes. Közzétette. Gyöngyös, 1915.
- Gyöngyös részletes kalauza. Thirring Gusztávval. Budapest, 1929. (Részletes helyi kalauzok 13.)
- Az éjféli nap országaiban. Budapest, (é. n.)